# Bar blanc
Morone chrysops
Espèce
Statut de conservation UICN

 LC  : Préoccupation mineure
Bar blanc (Morone chrysops) est une espèce de poissons de la famille des Moronidae.

## Référence
- (en + fr) FishBase : espèce Morone chrysops  (Rafinesque, 1820) (+ traduction) (+ noms vernaculaires 1 & 2)
- (fr + en) ITIS : Morone chrysops  (Rafinesque, 1820)
- (en) Animal Diversity Web : Morone chrysops
- (en) Catalogue of Life : Morone chrysops (Rafinesque, 1820) (consulté le 16 décembre 2020)
- (en) UICN : espèce Morone chrysops (Rafinesque, 1820) (consulté le 15 mai 2015)
- (en) NCBI : Morone chrysops (taxons inclus)